# Südprovinz (Neukaledonien)
Die Südprovinz (französisch Province Sud) ist eine der drei Provinzen Neukaledoniens. Sie umfasst den Südteil der Insel Grande Terre (Fläche 7303 km²), südlich vorgelagerte Inseln, darunter Île des Pins und Île Ouen, sowie entfernte Inseln im Südosten, darunter Walpole sowie die von Vanuatu beanspruchten Matthew- und Hunterinseln. Höchster Berg ist der Mont Humboldt (1618 m) und längster Fluss ist der Yaté. Der Stausee Lac de Yaté (4000 ha) ist der größte See Neukaledoniens. In der Südprovinz befinden sich die großen Naturparks Parc Provincial de la Rivière Bleue und Parc Provincial des Grandes Fougères.
Der Regierungssitz der Provinz ist in Nouméa. Im Provinzparlament, genannt Assemblée de Province, sitzen 40 von der Bevölkerung gewählte Abgeordnete, von denen gemäß dem Abkommen von Nouméa 32 auch als Mandatare in den Kongress Neukaledoniens geschickt werden.
Gebildet wurde die Provinz aufgrund des Matignon-Abkommens von 1988. Sie ist rechtlich eine französische Gebietskörperschaft mit Sonderstatus.

## Bevölkerung
Der Zensus 2019 ergab 203.144 Einwohner, was 74,9 % der Bevölkerung von Neukaledonien entspricht. Sie setzen sich aus folgenden Ethnizitäten zusammen:
| Ethnische Verteilung | Ethnische Verteilung | Ethnische Verteilung | Ethnische Verteilung | Ethnische Verteilung | Ethnische Verteilung | Ethnische Verteilung | Ethnische Verteilung |
| -------------------- | -------------------- | -------------------- | -------------------- | -------------------- | -------------------- | -------------------- | -------------------- |
| Europäer             | Kanaken              | Polynesier           | gemischtrassig       | Indonesier           | Vietnamesen          | Ni-Vanuatu           | Andere               |
| 29,7 %               | 28,8 %               | 13,3 %               | 12,5 %               | 1,6 %                | 1,0 %                | 1,0 %                | 11,9 %               |

## Gemeinden
| Gemeinde       | Einwohner 1. Januar 2022 | Fläche km² | Dichte Einw./km² | Code INSEE | Postleitzahl               |
| -------------- | ------------------------ | ---------- | ---------------- | ---------- | -------------------------- |
| Bouloupari     | 3.315                    | 892,39     | 4                | 98802      | 98812                      |
| Bourail        | 5.531                    | 789,61     | 7                | 98803      | 98870                      |
| Dumbéa         | 35.873                   | 256,27     | 140              | 98805      | 98830, 98835, 98836, 98837 |
| Farino         | 712                      | 48,03      | 15               | 98806      | 98881                      |
| L’Île-des-Pins | 2.037                    | 160,85     | 13               | 98809      | 98832                      |
| La Foa         | 3.552                    | 442,64     | 8                | 98813      | 98880                      |
| Le Mont-Dore   | 27.620                   | 659,70     | 42               | 98817      | 98809, 98810               |
| Moindou        | 681                      | 397,06     | 2                | 98816      | 98819                      |
| Nouméa         | 94.285                   | 50,68      | 1.860            | 98818      | 97800                      |
| Païta          | 24.563                   | 704,90     | 35               | 98821      | 97890                      |
| Poya           | 230                      | 346,68     | 1                | 98827      | 97827                      |
| Sarraméa       | 572                      | 115,89     | 5                | 98828      | 97880                      |
| Thio           | 2.524                    | 987,57     | 3                | 98829      | 97829                      |
| Yaté           | 1.667                    | 1.316,79   | 1                | 98832      | 97834                      |
| Südprovinz     | 199.983                  | 7.169,06   | 28               | –          | –                          |

Die Gemeinde Poya ist seit 1999 aufgeteilt zwischen der Nordprovinz und der Südprovinz. Die Bevölkerung lebt überwiegend in dem zur Nordprovinz gehörigen Nordteil.